# Györök Tamás
Györök Tamás (Mór, 1979. március 18. –) magyar labdarúgó.

## Pályafutása
Györök Tamás 1979-ben született, a Videoton saját nevelésű játékosa. Tizenhét évesen, 1996-ban mutatkozott be a magyar élvonalban. Az 1999-2000-es szezon tavaszi felét kölcsönben a Veszprém LC csapatánál töltötte, megfordult a BVSC a REAC és a Balaton FC csapatában, majd visszatért Székesfehérvárra. 2007 januárjában a görög másodosztályú PAE Niki Volou csapatához igazolt. Pályafutása során játszott még a Sopron és az Újpest csapataiban, 140 élvonalbeli mérkőzésen lépett pályára. Visszavonulása után utánpótlás edzőként dolgozott előbb Újpesten, majd NB/1-es pályaedzőként a Gyirmót FC Győr,v ZTE és a BP Honvédnál. 2022 FC Fehérvár második csapatának (NB3) vezetőedzője.